# Mannsschild-Miere
Die Mannsschild-Miere (Facchinia cherlerioides (Sieber) Dillenb. & Kadereit, Syn.: Minuartia cherlerioides (Hoppe) Bech.), auch Polster-Miere genannt, ist eine Pflanzenart innerhalb der Familie der Nelkengewächse (Caryophyllaceae).

## Beschreibung

### Vegetative Merkmale
Die Mannsschild-Miere ist eine ausdauernde krautige Pflanze. Sie bildet 2 bis 5 Zentimeter hohe dichte Polster mit säulenförmigen Sprossachsen.
Die Laubblätter sind gegenständig angeordnet. Die fleischige, kahle Blattspreite ist bei einer Länge von 1,5 bis 2,6 Millimetern sowie einer Breite von 1,1 bis 1,2 Millimetern länglich-elliptisch bis eiförmig. Das obere Ende der Blattspreite ist gerundet, selten kurzstachelig mit kapuzenförmiger, meist stumpfer Spitze (gerundeter; selten mit kurzer Stachelspitze). Der Blattrand ist meist kahl. Auf der Blattunterseite sind meist drei, selten fünf deutlich hervortretende, dicke Nerven erkennbar, manchmal ist nur der Mittelnerv deutlich erhaben. Die Blattoberseite ist etwas rinnenförmig (konkav).

### Generative Merkmale
Die Blütezeit reicht von Juli bis August. Die Blüten stehen einzeln. Der Blütenstiel ist mit einer maximalen Länge von etwa 1 Millimeter sehr kurz.
Die zwittrige Blüte ist radiärsymmetrisch und vierzählig. Die vier kahlen Kelchblätter sind bei einer Länge von 1,4 bis 2,9 Millimetern sowie einer Breite von 1,1 bis 1,2 Millimetern lanzettlich mit spitzem oberen Ende und drei bis fünf Nerven. Die Kronblätter überragen die Kelchblätter etwas. Je nach Unterart sind vier Kronblätter vorhanden oder sie fehlen. Die vier weißen Kronblätter sind bei einer Länge von 2 bis 4 Millimetern lanzettlich und dreinervig. Es sind zwei Kreise mit je vier Staubblättern vorhanden. Die Staubbeutel sind weiß oder gelblich. Meist sind drei Griffel vorhanden, in wenigen Blüten sind es vier.
Die Kapselfrucht ist etwas länger als der Kelch. Sie ist 2,4 bis 2,7 Millimeter lang und öffnet sich meist mit drei, selten mit vier Fruchtklappen. Die Samen sind dicht warzig.
Die Chromosomenzahl beträgt 2n = 36.

## Vorkommen
Die zwei Unterarten der Mannsschild-Miere kommen in Europa nur in den Alpen in Deutschland, Österreich und Italien vor; in den nordöstlichen Kalkalpen von Berchtesgaden bis zum Hochschwab (zum Teil in die östlichen Zentralalpen eindringend, und zwar in den Mallnitzer und Radstädter Tauern); von den südlichen Kalkalpen Kärntens, den Karnischen und Julischen Alpen bis in die Dolomiten; westlich des Etsch mit zerstückeltem Areal in der Brentagruppe, in den Judikarischen Alpen und im Grigna-Massiv. In den Südlichen Kalkalpen kommt sie auch in den Bergamasker Alpen sowie von den Dolomiten ostwärts bis zu den Julischen Alpen vor.
In Österreich ist sie zerstreut in den Bundesländern Oberösterreich, Steiermark, Kärnten, Salzburg und Tirol anzutreffen. In Deutschland kommt nur Facchinia cherlerioides subsp. aretioides im südöstlichen Bayern vor.
Die Mannsschild-Miere ist insgesamt selten. Sie gedeiht meist auf Höhenlagen von 2000 bis 3000 Metern. Die Mannsschild-Miere bevorzugt als Standort Kalk- und Dolomitfels und Felsschuttflure in der oberalpinen Höhenstufe und gilt als Charakterart der Potentilletalia caulescentis. Sie gedeiht am besten auf feinerdehaltigen, steinigen Böden.
Im letzten Jahrhundert wurden bei Minuartia cherlerioides zwei Unterarten geographisch unterschieden: nordostalpisch mit Kronblättern und südalpisch kronblattlos (Wraber, unveröffentlicht).

## Systematik
Die Erstveröffentlichung erfolgte unter dem Namen Schmidtia cherlerioides durch Franz Wilhelm Sieber. 1956 erfolgte eine Neukombination zu Minuartia cherlerioides (Sieber) Bech. durch den Schweizer Botaniker Alfred Becherer (1897–1977) in den Denkschriften der Schweizerischen Naturforschenden Gesellschaft, Zürich, Band 81, S. 167. Die letzte Neukombination zu Facchinia cherlerioides (Sieber) Dillenb. & Kadereit wurde 2015 durch Markus S. Dillenberger und Joachim W. Kadereit im Edinburgh Journal of Botany, Volume 72, Issue 3, S. 362 veröffentlicht.
- Facchinia cherlerioides (Sieber) Dillenb. & Kadereit subsp. cherlerioides (Syn.: Schmidtia cherlerioides Sieber, Arenaria aretioides Port. ex J.Gay Alsine cherlerioides (Sieber) Dalla Torre, Arenaria octandra (Sieber ex Spreng.) Fernald, Cherleria imbricata Ser., Cherleria octandra Sieber ex Spreng., Siebera argentea Steud., Siebera cherlerioides (Sieber) Hoppe, Somerauera cherlerioides (Sieber) Á.Löve & D.Löve):[2] Sie besitzt keine Kronblätter und kommt nur in den südlichen Kalkalpen vor.[2][5]
- Facchinia cherlerioides subsp. aretioides (Port. ex J.Gay) Dillenb. & Kadereit (Syn.: Arenaria aretioides Port. ex J.Gay, Alsine aretioides (Port. ex J.Gay) Mert. & W.D.J.Koch, Minuartia aretioides (Port. ex J.Gay) Schinz & Thell., Sabulina aretioides (Port. ex J.Gay) Hayek, Somerauera quadrifaria Hoppe, Somerauera quadrifida Rchb.):[2] Sie besitzt Kronblätter kommt nur in den nördlichen Kalkalpen in Deutschland und Österreich vor.[2][6]

Die früher hier eingeordnete Minuartia cherlerioides subsp. rionii (Gremli) Friedrich ist bei Dillenberger et al. 2015 Facchinia herniarioides (Rion) Dillenb. & Kadereit: Sie besitzt bewimperte Blattränder und gedeiht über Silikatgestein. Dagegen gedeihen die beiden Unterarten von Facchinia cherlerioides nur über Kalkgestein.